# Beskæftigelsesministre fra Danmark
Dette er en liste over beskæftigelsesministre for Beskæftigelsesministeriet i Danmarks regering.
Fra ministerpostens oprettelse i 1942 indtil 2001 var titlen arbejdsminister, herefter beskæftigelsesminister. 
Danmarks nuværende beskæftigelsesminister er Ane Halsboe-Jørgensen (A) (fra 15. december 2022).

## Liste
| Arbejdsminister         | Parti                       | Tiltrædelse | Afgang     | Regeringer                                                                               |
| ----------------------- | --------------------------- | ----------- | ---------- | ---------------------------------------------------------------------------------------- |
| Johannes Kjærbøl¹       | Socialdemokratiet           | 09.11.1942  | 05.05.1945 | Regeringen Scavenius                                                                     |
| Hans Hedtoft            | Socialdemokratiet           | 05.05.1945  | 07.11.1945 | Regeringen Vilhelm Buhl II                                                               |
| Søren P. Larsen         | Venstre                     | 07.11.1945  | 24.04.1947 | Regeringen Knud Kristensen                                                               |
| Jens Sønderup           | Venstre                     | 24.04.1947  | 13.11.1947 | Regeringen Knud Kristensen                                                               |
| Marius Sørensen         | Socialdemokratiet           | 13.11.1947  | 23.11.1949 | Regeringen Hans Hedtoft I                                                                |
| Johannes Kjærbøl        | Socialdemokratiet           | 23.11.1949  | 30.10.1950 | Regeringen Hans Hedtoft I && II                                                          |
| Poul Sørensen           | Det Konservative Folkeparti | 30.10.1950  | 30.09.1953 | Regeringen Erik Eriksen                                                                  |
| Johan Strøm             | Socialdemokratiet           | 30.09.1953  | 01.11.1953 | Regeringen Hans Hedtoft III                                                              |
| Jens Otto Krag          | Socialdemokratiet           | 01.11.1953  | 01.02.1957 | Regeringen Hans Hedtoft III & Regeringen H.C. Hansen I                                   |
| Kaj Bundvad             | Socialdemokratiet           | 28.05.1957  | 27.08.1963 | Regeringen H.C. Hansen II; Regeringen Viggo Kampmann I & II; Regeringen Jens Otto Krag I |
| Erling Dinesen          | Socialdemokratiet           | 27.08.1963  | 02.02.1968 | Regeringen Jens Otto Krag I & II                                                         |
| Lauge Dahlgaard         | Radikale Venstre            | 02.02.1968  | 11.10.1971 | Regeringen Hilmar Baunsgaard                                                             |
| Erling Dinesen          | Socialdemokratiet           | 11.10.1971  | 19.12.1973 | Regeringen Jens Otto Krag III & Regeringen Anker Jørgensen I                             |
| Johan Philipsen         | Venstre                     | 19.12.1973  | 13.02.1975 | Regeringen Poul Hartling                                                                 |
| Erling Dinesen          | Socialdemokratiet           | 13.02.1975  | 08.09.1976 | Regeringen Anker Jørgensen II                                                            |
| Erling Jensen           | Socialdemokratiet           | 08.09.1976  | 01.10.1977 | Regeringen Anker Jørgensen II                                                            |
| Svend Auken             | Socialdemokratiet           | 01.10.1977  | 10.09.1982 | Regeringen Anker Jørgensen II, III, IV & V                                               |
| Grethe Fenger Møller    | Det Konservative Folkeparti | 10.09.1982  | 12.03.1986 | Regeringen Poul Schlüter I                                                               |
| Henning Dyremose        | Det Konservative Folkeparti | 12.03.1986  | 30.10.1989 | Regeringen Poul Schlüter I, II & III                                                     |
| Knud Erik Kirkegaard    | Det Konservative Folkeparti | 30.10.1989  | 25.01.1993 | Regeringen Poul Schlüter III & IV                                                        |
| Jytte Andersen          | Socialdemokratiet           | 25.01.1993  | 23.03.1998 | Regeringen Poul Nyrup Rasmussen I, II & III                                              |
| Ove Hygum               | Socialdemokratiet           | 23.03.1998  | 27.11.2001 | Regeringen Poul Nyrup Rasmussen IV                                                       |
| Beskæftigelsesminister  | Parti                       | Tiltrædelse | Afgang     | Regeringer                                                                               |
| Claus Hjort Frederiksen | Venstre                     | 27.11.2001  | 07.04.2009 | Regeringen Anders Fogh Rasmussen I, II & III                                             |
| Inger Støjberg          | Venstre                     | 07.04.2009  | 03.10.2011 | Regeringen Lars Løkke Rasmussen I                                                        |
| Mette Frederiksen       | Socialdemokraterne          | 03.10.2011  | 10.10.2014 | Regeringen Helle Thorning-Schmidt I & II                                                 |
| Henrik Dam Kristensen   | Socialdemokraterne          | 10.10.2014  | 28.06.2015 | Regeringen Helle Thorning-Schmidt II                                                     |
| Jørn Neergaard Larsen   | Venstre                     | 28.06.2015  | 28.11.2016 | Regeringen Lars Løkke Rasmussen II                                                       |
| Troels Lund Poulsen     | Venstre                     | 28.11.2016  | 27.06.2019 | Regeringen Lars Løkke Rasmussen III                                                      |
| Peter Hummelgaard       | Socialdemokratiet           | 27.06.2019  | 15.12.2022 | Regeringen Mette Frederiksen                                                             |
| Ane Halsboe-Jørgensen   | Socialdemokratiet           | 15.12.2022  |            | Regeringen Mette Frederiksen II                                                          |

Note: ¹ Regeringen indgav 29. august 1943 sin afskedsbegæring til kongen og ophørte samtidig med at fungere. 30. august 1943 – 5. maj 1945 var derfor departementschefstyre, hvor ministeriernes departementschefer administrerede deres respektive sagområder.